# BeTipul
BeTipul (lub Be-tipul heb. בטיפול) – izraelski serial dramatyczny stworzony przez Chagaja Lewiego. W roli głównej wystąpił Asi Dajan. Serial opowiada o psychoterapeucie, który próbuje pomóc swoim pacjentom, jednocześnie zmagając się z własnymi problemami.

## Obsada
- Asi Dajan jako Re’uwen Dagan
- Rami Heuberger jako Micha’el
- Alma Zack jako Orna
- Me’iraw Gruber jako Ja’el
- Gila Almagor jako Gila Finkelstein
- Maja Maron jako Aiala
- Li’or Aszkenazi jako Jadin Jeruszalmi
- Ajjelet Zurer jako Na’ama Lerner

## Adaptacje
Serial został zaadaptowany do dziewięciu krajów na świecie, m.in. dzięki lokalnym oddziałom HBO.

### Stany Zjednoczone
Amerykańska wersja serialu jest zarazem pierwszą jego adaptacją; zadebiutował 28 stycznia 2008 roku na kanale HBO. W rolę psychologa Paula Westona wcielił się Gabriel Byrne.

### Serbia
19 października 2009 roku na serbskim kanale Fox televizija zadebiutowała pierwsza europejska adaptacja serialu. W rolę doktora Ljubomira wcielił się Miki Manojlović.

### Holandia
In therapie zadebiutował 26 lipca 2010 roku na kanale NCRV. W rolę psychologa Paula Westervoorta wcielił się Jacob Derwig.

### Polska
Polska adaptacja serialu nosi tytuł Bez tajemnic i emitowana jest od października 2011 roku na kanale HBO. W roli głównej występuje Jerzy Radziwiłowicz.

### Mołdawia, Słowacja, Węgry
Emisja seriali w tych krajach została zapowiedziana, jednak obecnie nie wiadomo kiedy odbędzie się ich premiera.

### Argentyna
Argentyńska adaptacja serialu nosi nazwę „En terapia” i emitowana jest od 14 maja 2012 roku. Serial emitowany jest na kanale 7 telewizji publicznej „TV Pública”, będącej równocześnie współproducentem serialu.

## Nagrody i nominacje
Israeli Television Academy Award 2006
- najlepszy serial dramatyczny
- najlepszy aktor – Asi Dajan
- najlepsza aktorka – Ajjelet Zurer
- nominacja: najlepsza aktorka – Maja Maron
- nominacja: najlepsza aktorka – Alma Zack

Israeli Television Academy Award 2007
- nominacja: najlepszy serial dramatyczny
- najlepszy scenariusz
- najlepszy aktor – Asi Dajan
- najlepsza aktorka – Asi Lewi
- najlepsza aktorka – Alma Zack